# Награды чемпионата Италии по футболу
Награды чемпионата Италии по футболу (итал. Premi Lega Serie A) — награды, присуждаемые руководящим органом чемпионата Италии с использованием расчетов Opta Sports и Netco Sports для определения лучших игроков конкретного сезона Серии А. Награды вручаются по категориям: лучший вратарь, лучший защитник, лучший полузащитник, лучший нападающий, лучший молодой игрок и самый ценный игрок. Первое награждение прошло после окончания сезона 2018/19.

## Список победителей

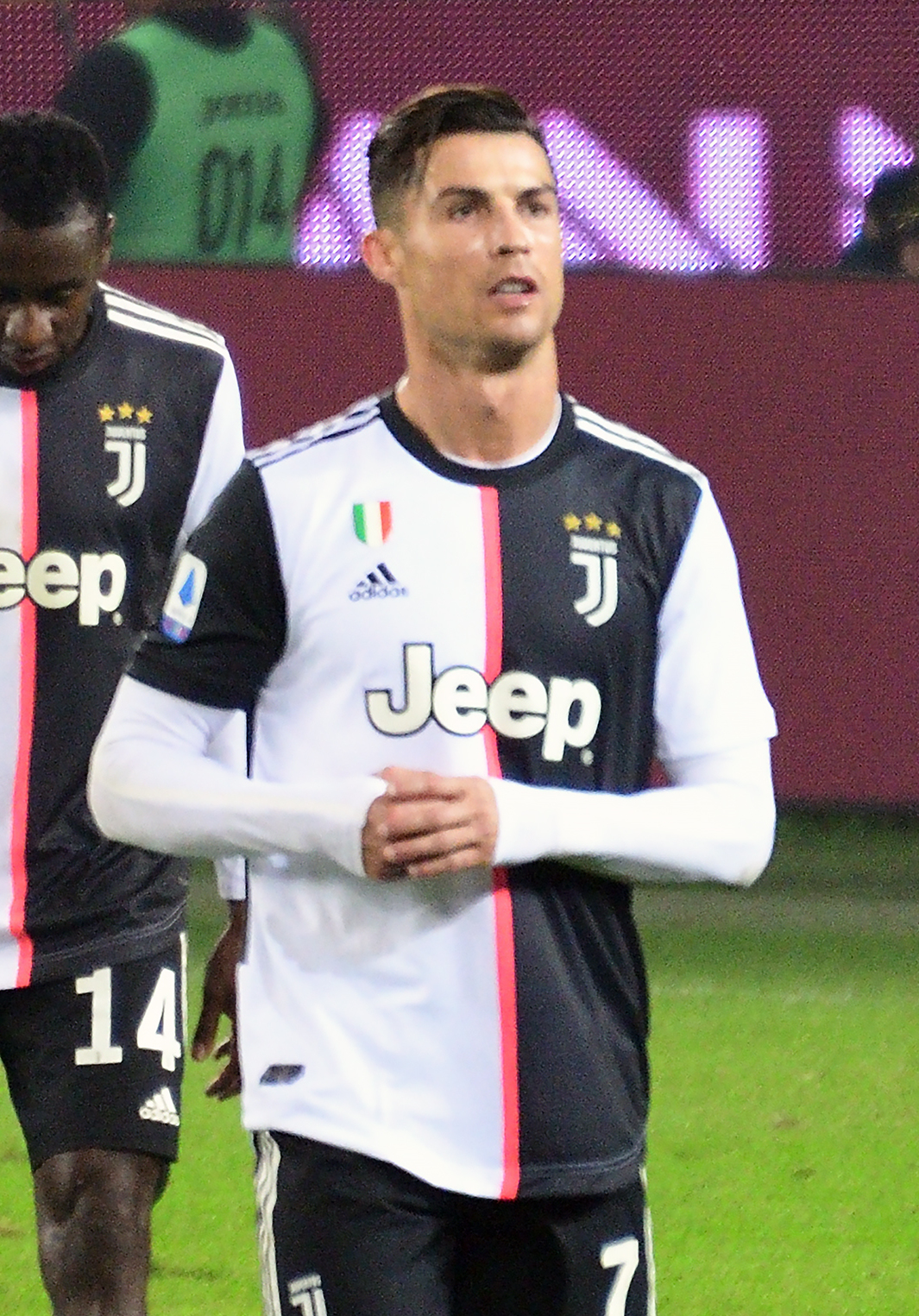
Криштиану Роналду признавался самым ценным игроком сезона 2018/19 года, а также лучшим нападающим сезона 2020/21 года

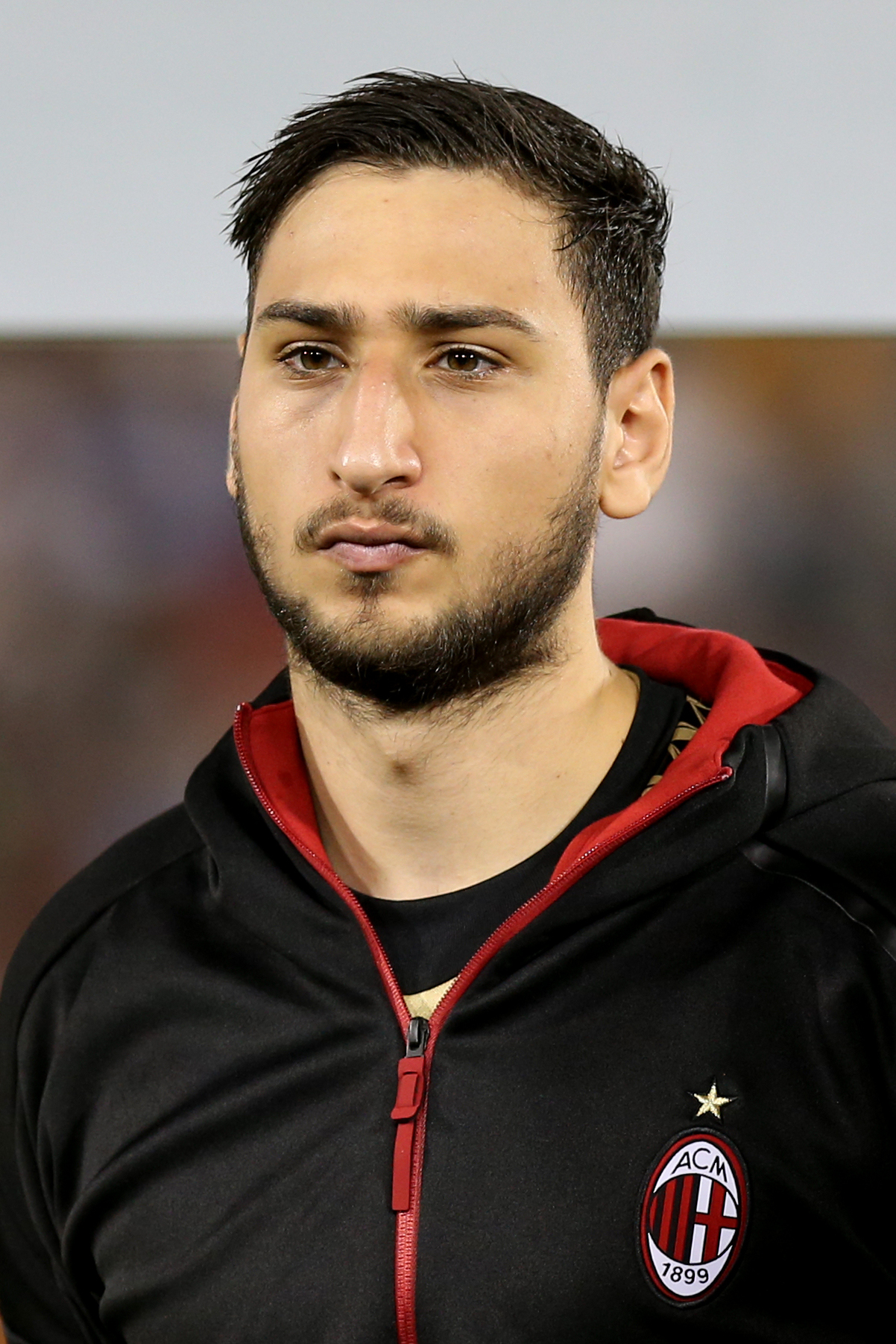
Джанлуиджи Доннарумма одержал победу в номинации «Лучший вратарь сезона» в 2021 году

### Сезон 2018/19
| Звание               | Победитель              | Клуб           |
| -------------------- | ----------------------- | -------------- |
| Лучший вратарь       | Самир Ханданович        | Интернационале |
| Лучший защитник      | Калиду Кулибали         | Наполи         |
| Лучший полузащитник  | Сергей Милинкович-Савич | Лацио          |
| Лучший нападающий    | Фабио Квальярелла       | Сампдория      |
| Лучший молодой игрок | Николо Дзаньоло         | Рома           |
| Самый ценный игрок   | Криштиану Роналду       | Ювентус        |

### Сезон 2019/20
| Звание               | Победитель      | Клуб           |
| -------------------- | --------------- | -------------- |
| Лучший вратарь       | Войцех Щенсный  | Ювентус        |
| Лучший защитник      | Стефан де Врей  | Интернационале |
| Лучший полузащитник  | Алехандро Гомес | Аталанта       |
| Лучший нападающий    | Чиро Иммобиле   | Лацио          |
| Лучший молодой игрок | Деян Кулушевски | Парма          |
| Самый ценный игрок   | Пауло Дибала    | Ювентус        |

### Сезон 2020/21
| Звание               | Победитель            | Клуб           | Источник |
| -------------------- | --------------------- | -------------- | -------- |
| Лучший вратарь       | Джанлуиджи Доннарумма | Милан          | [ 4 ]    |
| Лучший защитник      | Кристиан Ромеро       | Аталанта       | [ 5 ]    |
| Лучший полузащитник  | Николо Барелла        | Интернационале | [ 6 ]    |
| Лучший нападающий    | Криштиану Роналду     | Ювентус        | [ 7 ]    |
| Лучший молодой игрок | Душан Влахович        | Фиорентина     | [ 8 ]    |
| Самый ценный игрок   | Ромелу Лукаку         | Интернационале | [ 8 ]    |

### Сезон 2021/22
| Звание               | Победитель       | Клуб           | Источник |
| -------------------- | ---------------- | -------------- | -------- |
| Лучший вратарь       | Майк Меньян      | Милан          | [ 9 ]    |
| Лучший защитник      | Глейсон Бремер   | Торино         | [ 9 ]    |
| Лучший полузащитник  | Марцело Брозович | Интернационале | [ 9 ]    |
| Лучший нападающий    | Чиро Иммобиле    | Лацио          | [ 9 ]    |
| Лучший молодой игрок | Виктор Осимхен   | Наполи         | [ 9 ]    |
| Самый ценный игрок   | Рафаэл Леан      | Милан          | [ 10 ]   |

### Сезон 2022/23
| Звание               | Победитель        | Клуб           | Источник |
| -------------------- | ----------------- | -------------- | -------- |
| Лучший вратарь       | Иван Проведель    | Лацио          | [ 11 ]   |
| Лучший защитник      | Ким Мин Джэ       | Наполи         | [ 11 ]   |
| Лучший полузащитник  | Николо Барелла    | Интернационале | [ 11 ]   |
| Лучший нападающий    | Виктор Осимхен    | Наполи         | [ 11 ]   |
| Лучший молодой игрок | Николо Фаджоли    | Ювентус        | [ 11 ]   |
| Самый ценный игрок   | Хвича Кварацхелия | Наполи         | [ 12 ]   |

### Сезон 2023/24
| Звание               | Победитель         | Клуб           | Источник |
| -------------------- | ------------------ | -------------- | -------- |
| Лучший вратарь       | Микеле Ди Грегорио | Монца          | [ 13 ]   |
| Лучший защитник      | Алессандро Бастони | Интернационале | [ 13 ]   |
| Лучший полузащитник  | Хакан Чалханоглу   | Интернационале | [ 13 ]   |
| Лучший нападающий    | Душан Влахович     | Ювентус        | [ 13 ]   |
| Лучший молодой игрок | Джошуа Зиркзе      | Болонья        | [ 13 ]   |
| Самый ценный игрок   | Лаутаро Мартинес   | Интернационале | [ 14 ]   |

### Сезон 2024/25
| Звание               | Победитель         | Клуб           | Источник |
| -------------------- | ------------------ | -------------- | -------- |
| Лучший вратарь       | Миле Свилар        | Рома           | [ 15 ]   |
| Лучший защитник      | Алессандро Бастони | Интернационале | [ 15 ]   |
| Лучший полузащитник  | Тиджани Рейндерс   | Милан          | [ 15 ]   |
| Лучший нападающий    | Матео Ретеги       | Аталанта       | [ 15 ]   |
| Лучший молодой игрок | Нико Пас           | Комо           | [ 15 ]   |
| Самый ценный игрок   | Скотт Мактоминей   | Наполи         | [ 16 ]   |